# Condado da Verderena
Verderena é um condado português do concelho do Barreiro mas também da Quinta de S. Miguel.

## História
O Condado pertence há mais de 50 anos à Quinta. Neste mantém-se a famosaVila Moura de S.Miguel. Esta pretenceu a muitos governantes da quinta e durou muitos anos tanto que continua a ser muito conhecida actualmente. Tem uma fabulosa vista para todo os Fidalguinhos e também lá ao fundo para a grande Lisboa.
Tem cerca de 2100 habitantes em 2007/2008 e ao lado desta encontra-se a estação dos Barcos do Barreiro.

## Concelho
O concelho Verderena Barreiro situa-se na zona do Casquilhos.
O concelho Verderena S.Miguel situa-se na zona do Rio Tejo.

## Governadores da Verderena
Nesta altura, o actual governador da Verderena S.Miguel é Fernado Lopes Lacerda.

## Zonas de Vila Moura
Existe o Jardim da Amizade, situado na antiga padaria e também o Largo da Rompana.